# Euploea pembertoni
Euploea pembertoni är en fjärilsart som beskrevs av Moore 1883. Euploea pembertoni ingår i släktet Euploea och familjen praktfjärilar. Inga underarter finns listade i Catalogue of Life.